# Boxberg (Saxònia)
Boxberg (alt sòrab: Hamor) és un municipi alemany que pertany a l'estat de Saxònia. Limita amb Weißwasser al nord, Weißkeißel al nord-est, Rietschen i Kreba-Neudorf a l'est, Mücka, Hohendubrau, Malschwitz i Großdubrau al sud, Radibor al sud-oest, Lohsa a l'oest i Spreetal al nord-oest.

## Districtes
| Alemany       | Alt Sòrab    | Població |
| ------------- | ------------ | -------- |
| Bärwalde      | Bjerwałd     | 165      |
| Boxberg       | Hamor        | 1333     |
| Drehna        | Tranje       | 98       |
| Dürrbach      | Dyrbach      | 93       |
| Jahmen        | Jamno        | 259      |
| Kaschel       | Košla        | 132      |
| Klein-Oelsa   | Wolešnica    | 148      |
| Klein-Radisch | Radšowk      | 39       |
| Klitten       | Klětno       | 526      |
| Kringelsdorf  | Krynhelecy   | 389      |
| Mönau         | Manjow       | 105      |
| Nochten       | Wochozy      | 265      |
| Rauden        | Rudej        | 86       |
| Reichwalde    | Rychwałd     | 558      |
| Sprey         | Sprjowje     | 65       |
| Tauer         | Turjo        | 83       |
| Uhyst         | Delni Wujězd | 789      |
| Zimpel        | Cympl        | 91       |

## Personatges il·lustres
- Bogumił Šwjela predicador sòrab, un dels fundadors de Domowina.
- Jan Arnošt Smoler